# Rupteur de pont thermique
 (octobre 2013).
Si vous disposez d'ouvrages ou d'articles de référence ou si vous connaissez des sites web de qualité traitant du thème abordé ici, merci de compléter l'article en donnant les références utiles à sa vérifiabilité et en les liant à la section « Notes et références ».
Un rupteur de pont thermique est un dispositif structurel d'isolation thermique spécialement conçu pour traiter les ponts thermiques principalement au niveau des jonctions dalle/façade ou dalle/balcon.
L’utilisation de ce dispositif permet de réduire les fuites de chaleur grâce à la mise en place d’une interposition d’un élément isolant entre l’intérieur et l’extérieur du bâtiment. Il intègre, en supplément de l’élément isolant, des éléments destinés à assurer la continuité mécanique entre les parois et/ou à renforcer la sécurité au feu entre les locaux adjacents.

## Les ponts thermiques et la réglementation thermique 2012
Un pont thermique est une zone ponctuelle ou linéaire qui présente une variation de résistance thermique. Il s’agit d’un point de la construction où la barrière isolante est rompue et laisse apparaître des déperditions.
Il est important de les limiter pour améliorer les performances des bâtiments en matière d’économie d’énergie. Les déperditions sont caractérisés par un coefficient de transmission thermique linéique moyen {\displaystyle {\psi },} exprimé en W/(mK). Cette valeur est limitée par la Réglementation thermique 2012.
Les ponts thermiques les plus courants sont :
- jonction entre le plancher bas et le mur extérieur ;
- jonction entre le plancher intermédiaire et le mur extérieur ;
- jonction entre le plancher haut et le mur extérieur ;
- jonction plancher et balcon ;
- jonction entre le mur de refend et le mur extérieur.

Les principaux ponts thermiques
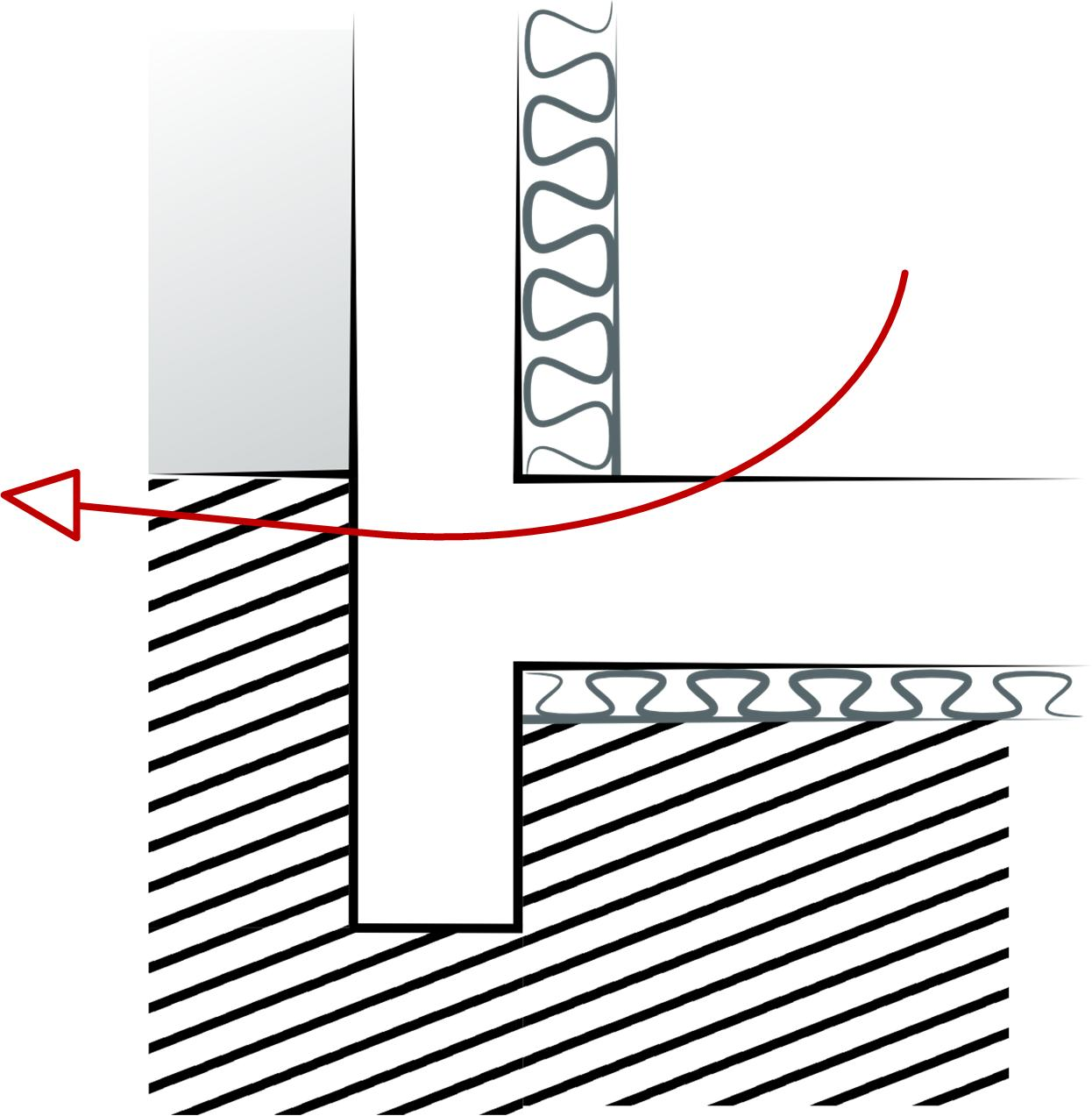
Jonction plancher bas/mur extérieur.
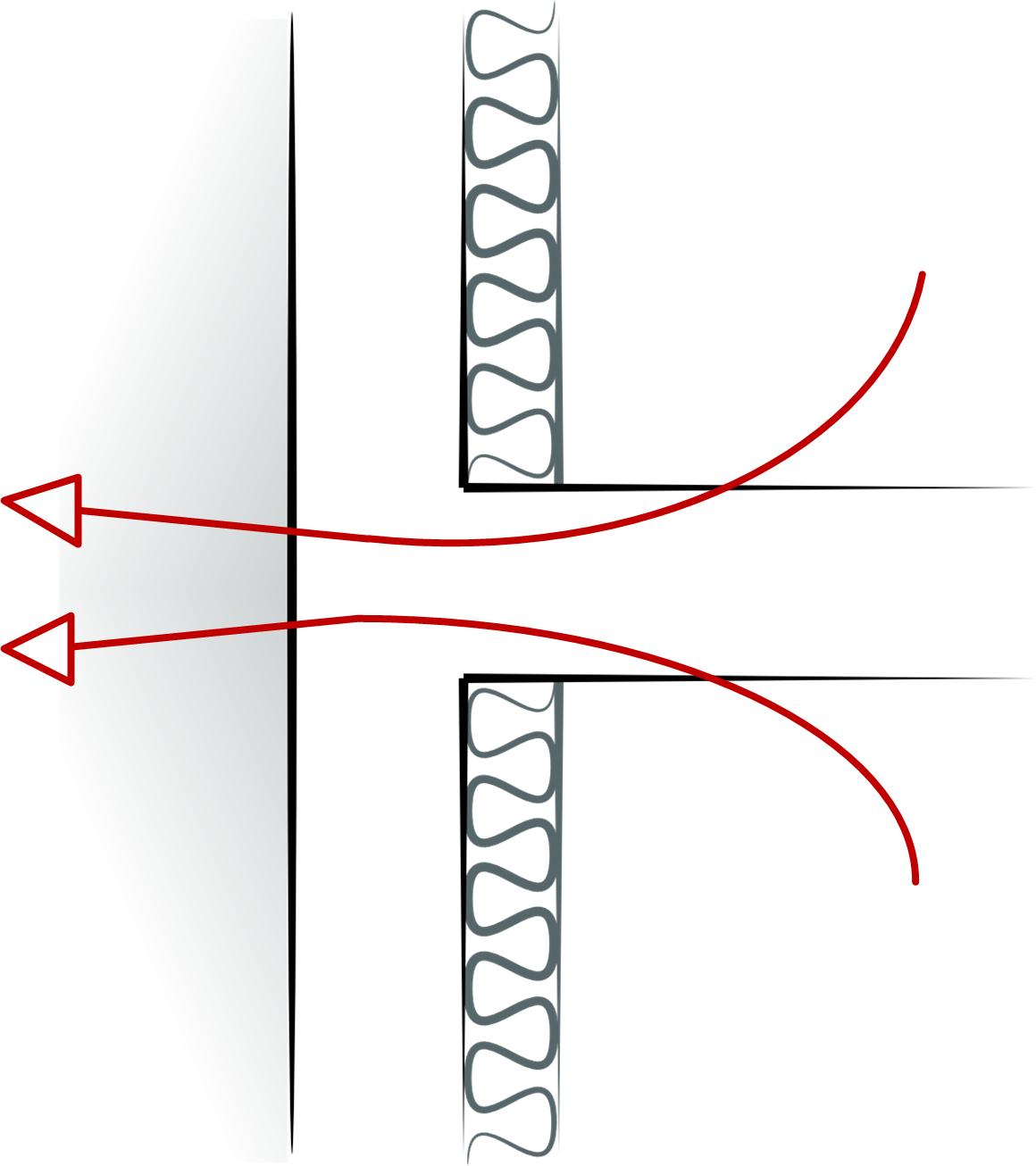
Jonction plancher intermédiaire/mur extérieur.
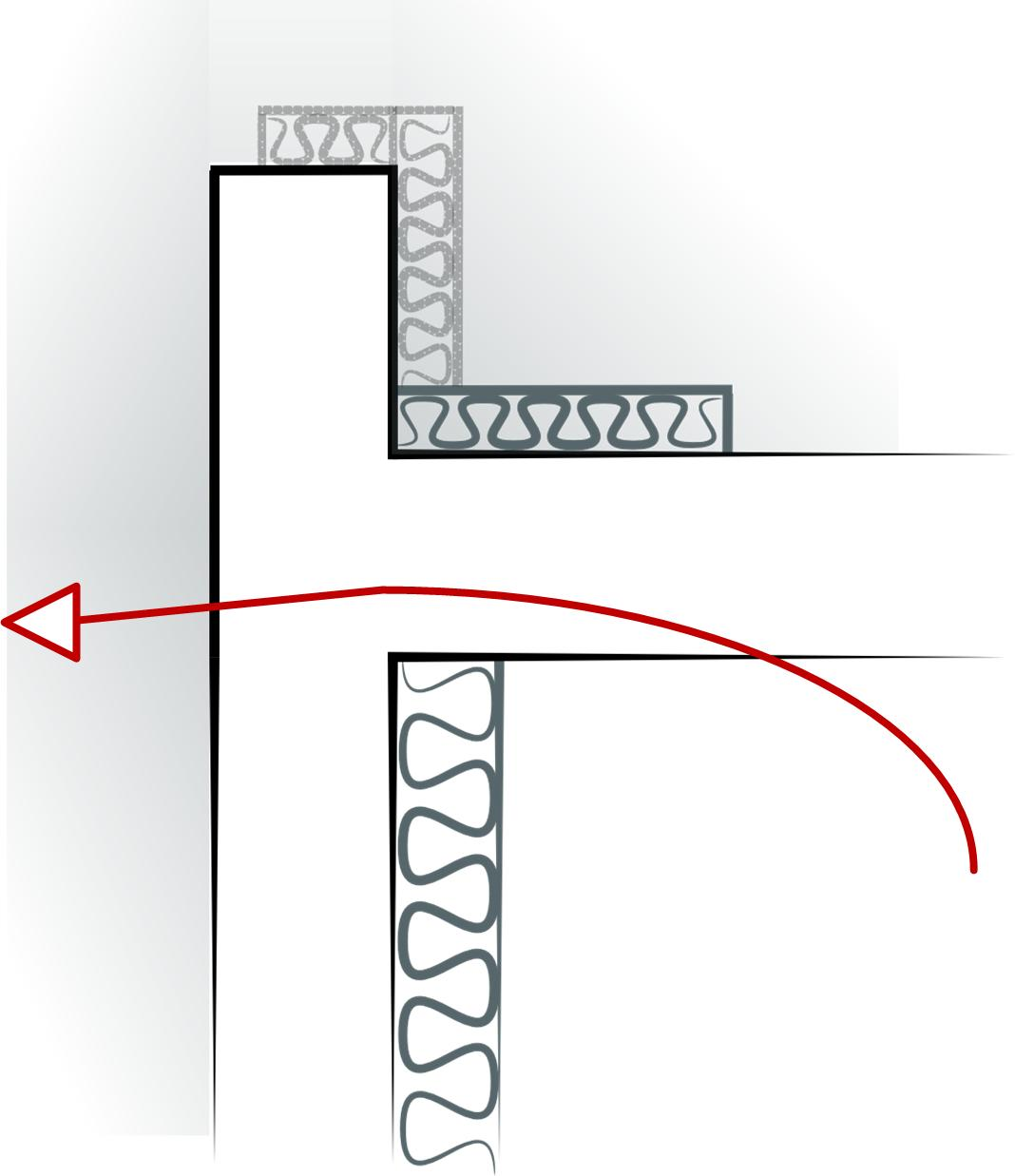
Jonction plancher haut/mur extérieur.
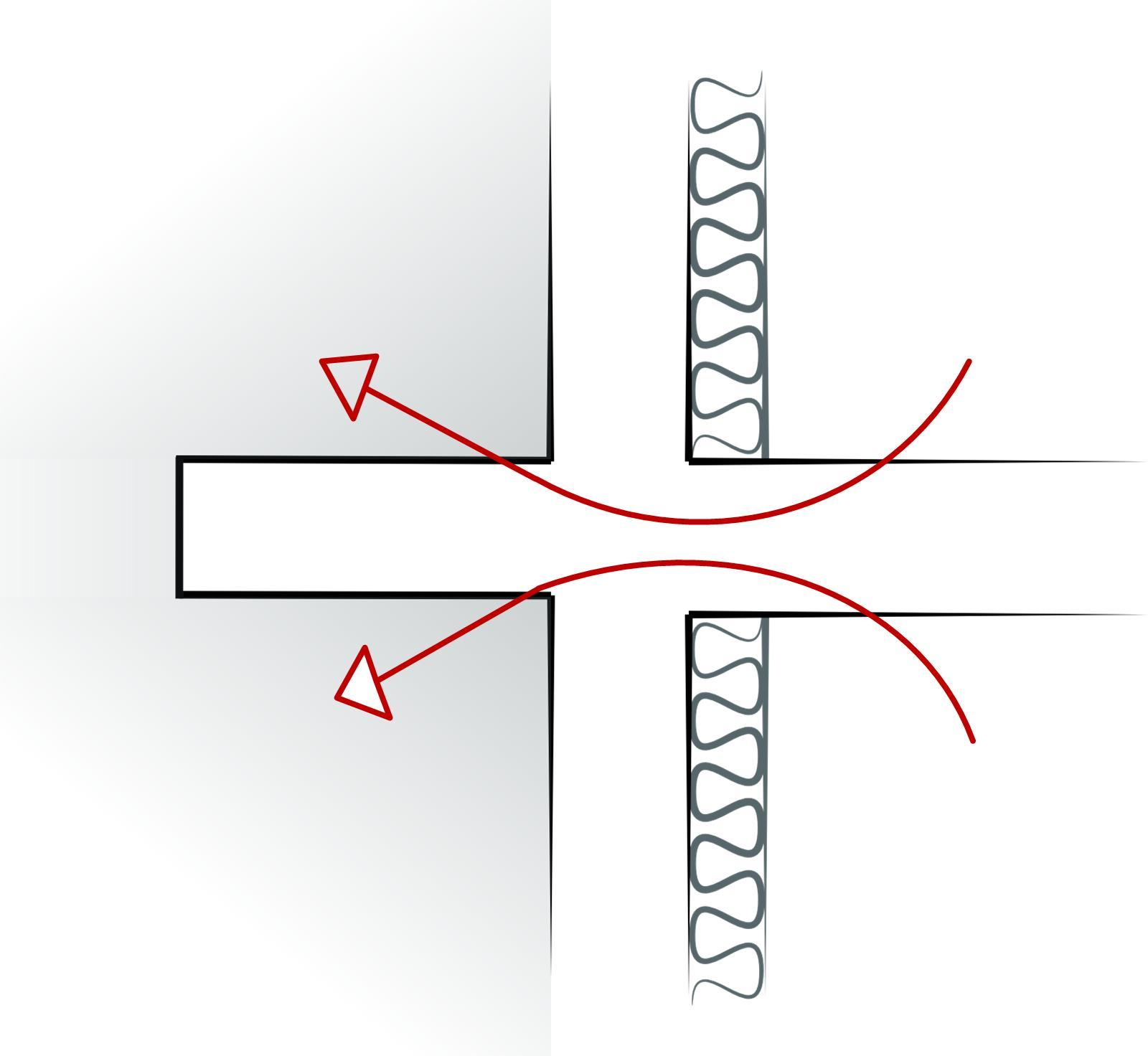
Jonction plancher/balcon.
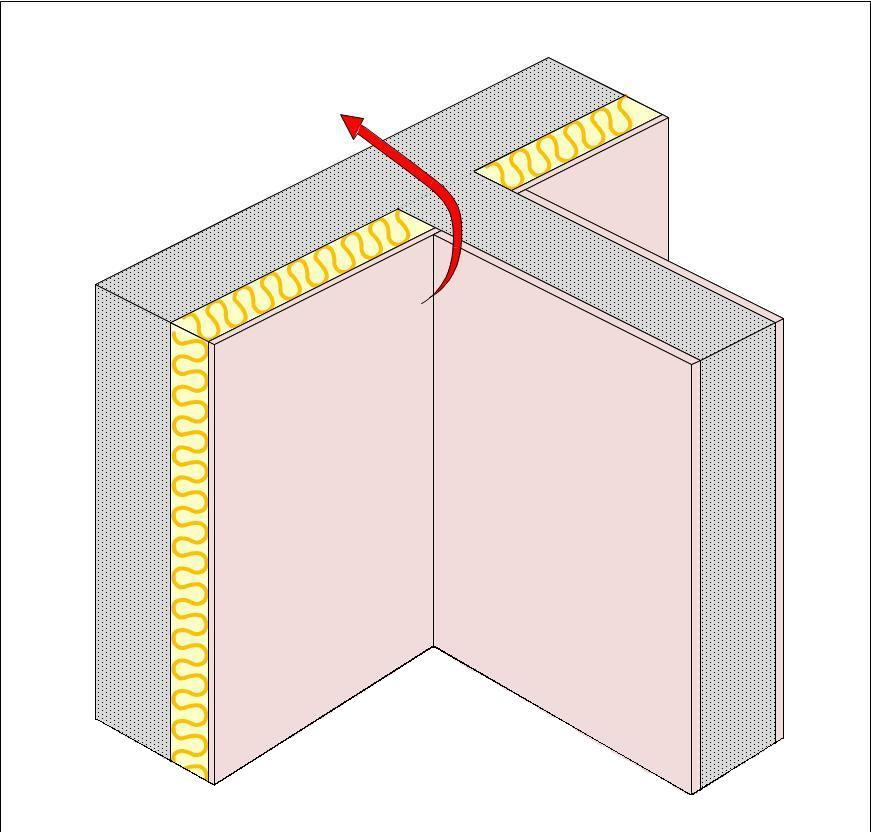
Jonction mur de refend/mur extérieur.

### La Réglementation thermique 2012
La Réglementation thermique 2012 (RT 2012) a pour principal objectif de réduire les consommations énergétiques des bâtiments. Selon elle, une construction neuve doit avoir une consommation d’énergie primaire inférieure à 50 kWh/m2/an, trois fois moins que la RT 2005.
Avec la mise en vigueur de la RT 2012, le traitement des ponts thermiques est devenu indispensable, puisqu’ils sont devenus une des causes les plus importantes des déperditions thermiques dans un bâtiment. En effet, l’ensemble des ponts thermiques d’un bâtiment représente environ 30 % de ses déperditions totales lorsque l’isolation est faite par l’intérieur[réf. nécessaire].
Le coefficient de transmission thermique moyen {\displaystyle {\psi }} doit être inférieur à 0,28 W/(mK) pour l’ensemble du bâti. Le coefficient linéque Ψ9, à la jonction plancher intermédiaire/mur extérieur, doit être inférieur à 0,60 W/(mK).[réf. nécessaire]

## Principe des rupteurs de ponts thermiques et mode opératoire

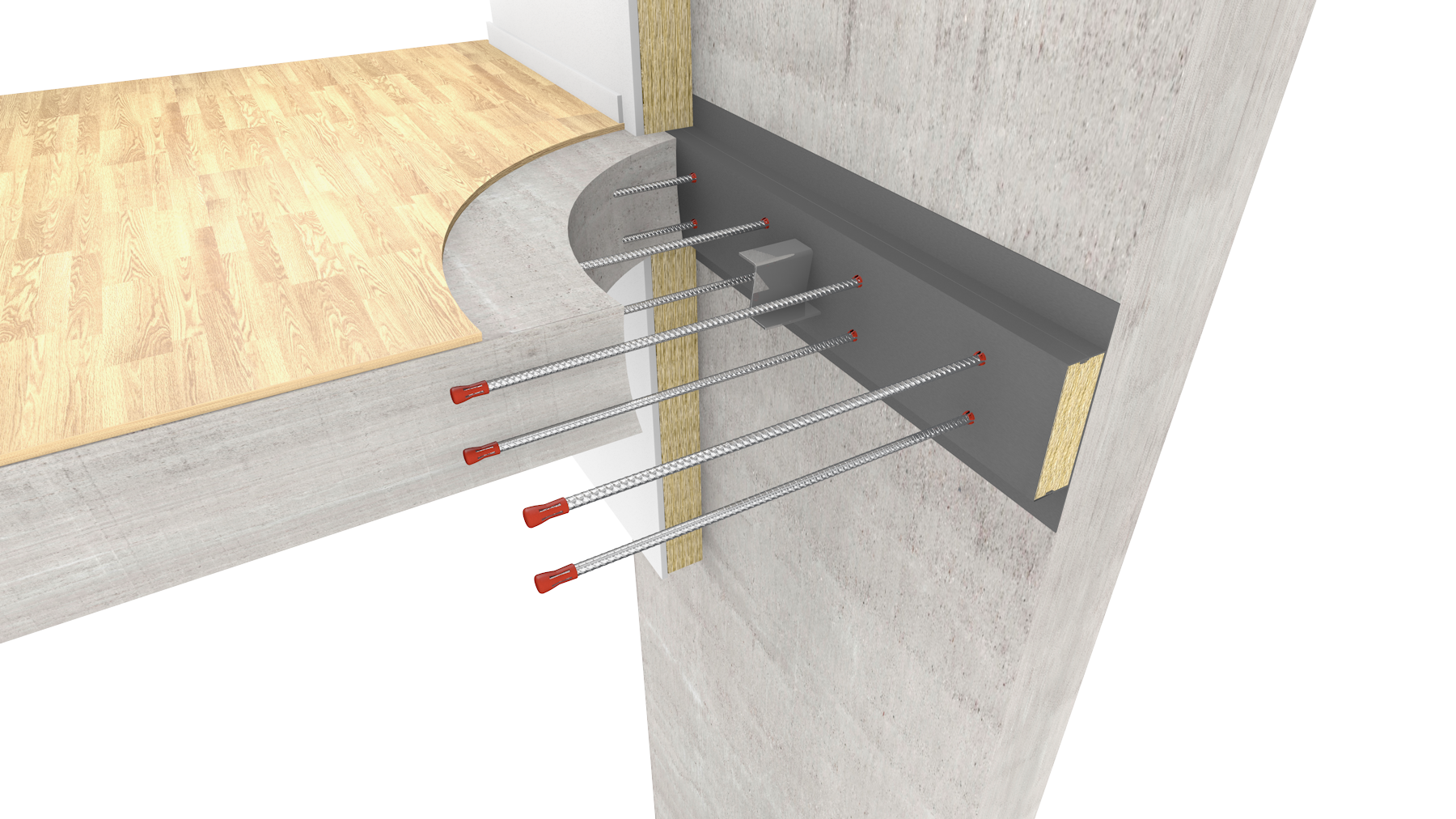
Principe des rupteurs thermiques.

Un rupteur thermique a pour objectif d’obtenir une isolation continue du bâtiment. Il est la solution principale au traitement des ponts thermiques. Il assure la continuité de l’isolation thermique par l’intérieur ou l’extérieur, et la transmission des sollicitations de la structure.
Il est composé d’un corps isolant et d’armatures qui reprennent les sollicitations. Il doit répondre à quatre contraintes majeures :
- isolation thermique continue ;
- stabilité de l’ouvrage ;
- protection vis-à-vis des risques d'incendies ;
- isolation acoustique.

L’isolation thermiqueElle est assurée par l’isolant du rupteur, qui peut être de différentes matières : polystyrène, laine de roche, laine de verre... Ces isolants possèdent des indices de conductivité thermique (λ) suivants :
| Isolant        | Lambda (λ) sec à 10 °C (en W/mK) |
| -------------- | -------------------------------- |
| Polystyrène    | 0,030 à 0,038                    |
| Laine de roche | 0,034 à 0,040                    |
| Laine de verre | λ = 0,030 à 0,040                |

La stabilité de l’ouvrageElle est assurée par des barres d’acier de structure ou profilées qui relient la dalle de plancher au mur et traversent le corps isolant du rupteur. Leur nombre dépend de la technique du fabricant et des efforts à reprendre. Les efforts liés au contreventement des façades, lié à la dilatation et aux risques sismiques, sont repris grâce des profilés spéciaux en forme de Z sur certains rupteurs.
La protection contre les risques d'incendiesElle est assurée différemment suivant le fabricant et le type d'isolant utilisé. Lorsque l'isolant est en polystyrène, la protection est assurée avec un traitement du matériau pour le rendre ignifugé et autoextinguible. Dans le cas où l'isolant est en laine de roche, le boîtier PVC contenant l'isolant assure la protection grâce aux propriétés autoextinguible du matériau PVC.
L’isolation acoustiqueElle est elle aussi assurée par l’isolant.
Le rupteur de pont thermique est aussi l’élément principal pour lutter contre les problèmes d’humidité. En effet, il permet de diminuer l'écart de température entre l’intérieur du bâtiment et la surface des parois de la structure. En règle générale, une trop  grande différence de température entraîne de la condensation sur les parois, puis des moisissures.
Sur les thermographies suivantes, on peut constater que sans rupteur thermique, la température de surface de la dalle est de 10 °C. La température ambiante d’une pièce étant d’environ 20 °C, il y a donc un écart de température de 10 °C. En revanche, si l’on met en place un rupteur, la température de surface de la dalle sera d’environ 15 °C et l'écart de 5 °C.

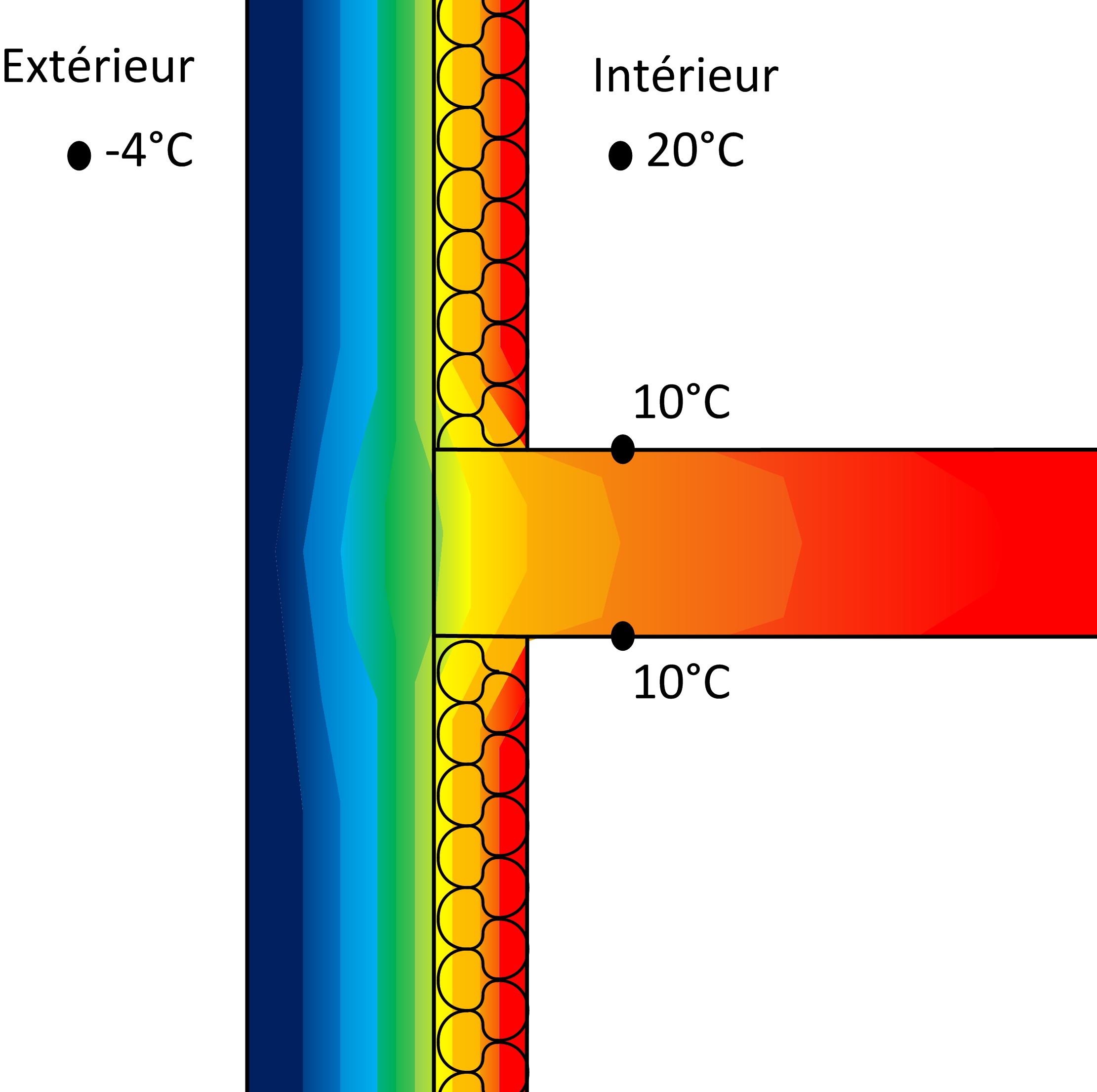
Différence de température sans rupteur.
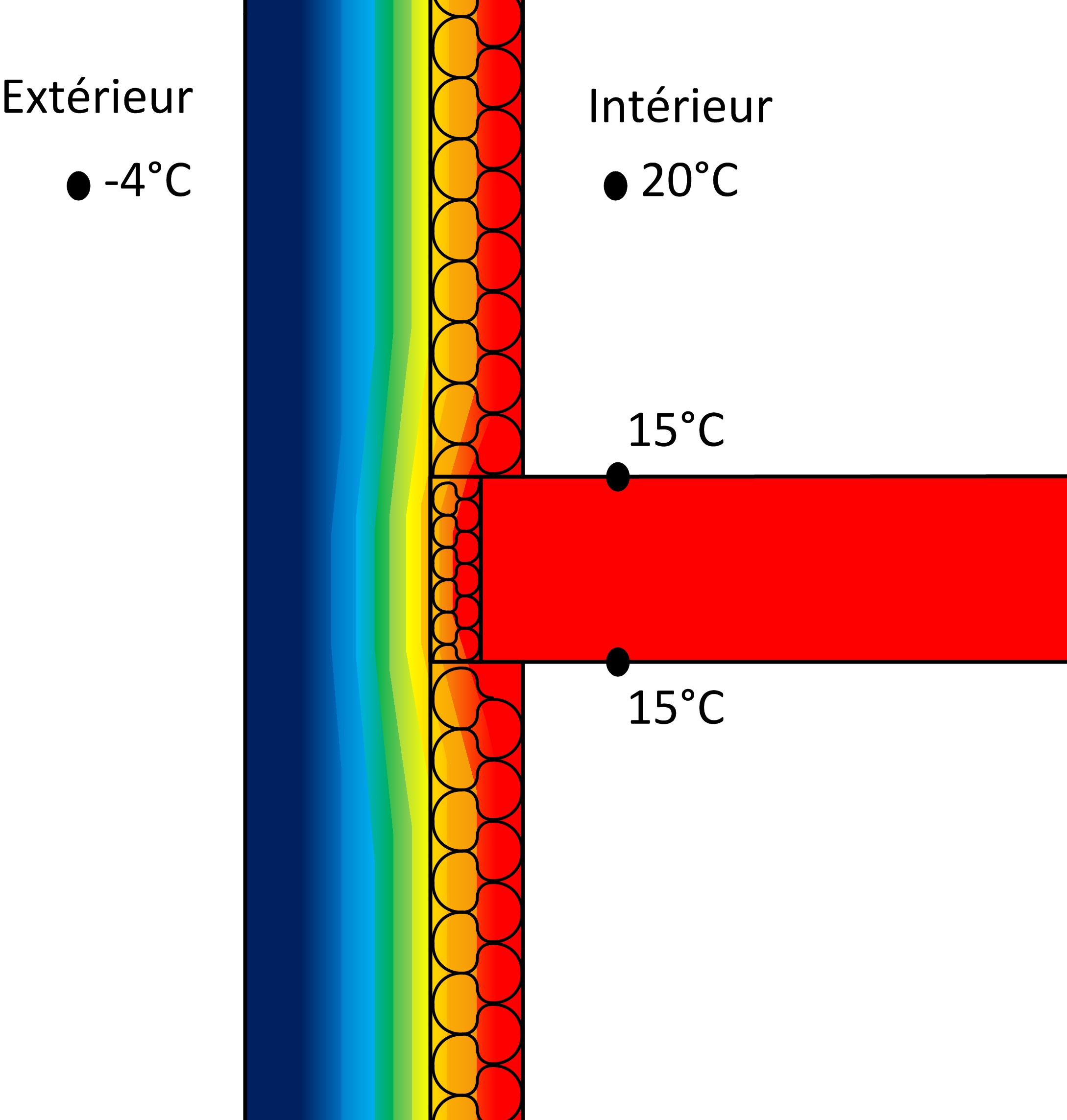
Différence de température avec rupteur.

Les rupteurs sont des produits très techniques, mais leur mise en œuvre est simple. L’aspect le plus technique réside dans le bon dimensionnement du besoin en rupteur, qui est assuré en règle générale par les fabricants. La pose nécessite quelques précautions simples, et la sécurité est garantie par certains fabricants grâce à l’accompagnement lors de la pose ainsi que la remise des plans de calepinage des rupteurs.

### Aspect réglementaire de l’utilisation de rupteurs thermiques
Les rupteurs thermiques sont des produits industriels techniques composés de matériaux spécifiques contrôlés et validés en France par avis technique du Centre scientifique et technique du bâtiment (CSTB).
Il existe trois principaux principes de rupteurs thermiques disposant d'un tel avis technique. Les valeurs {\displaystyle {\psi }} de chacun sont validées par le CSTB, en prenant en compte toutes les particularités d'assemblage du produit.
Dans le contexte européen, l'utilisation d’un rupteur sans avis technique par un constructeur implique le risque de se voir refuser la couverture en assurance.

## Types de rupteurs de ponts thermiques

### Rupteurs thermiques en isolation par l’intérieur
Avec l’évolution continuelle des réglementations, notamment la RT2012, la mise en place d'une isolation thermique par l’intérieur a vu sa complexité accrue. Cependant, sa mise en œuvre reste possible grâce aux rupteurs d'isolation thermique par l'intérieur (ITI), qui traitent les ponts thermiques des jonctions plancher/mur et plancher/balcon. Par exemple, des procédés de rupteurs structurels existent, dont certains bénéficient d'un avis technique : « Rutherma » de Schöck, « Isotec » de Plaka et « Slabe Z, ZN et BZN » de Cohb Industrie.

Rupteurs thermiques en isolation par l'intérieur.
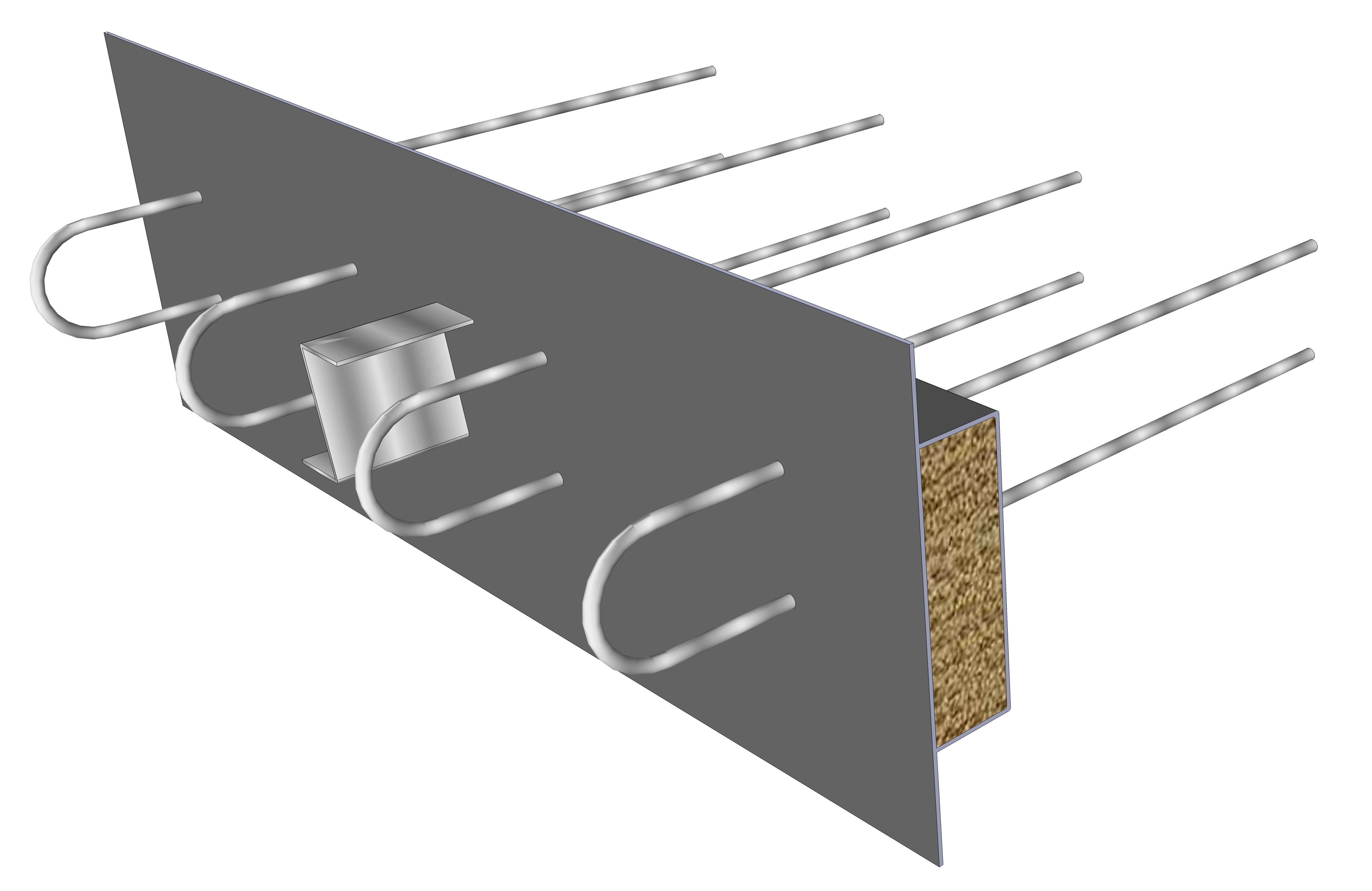
Boîtier isolant structurel.
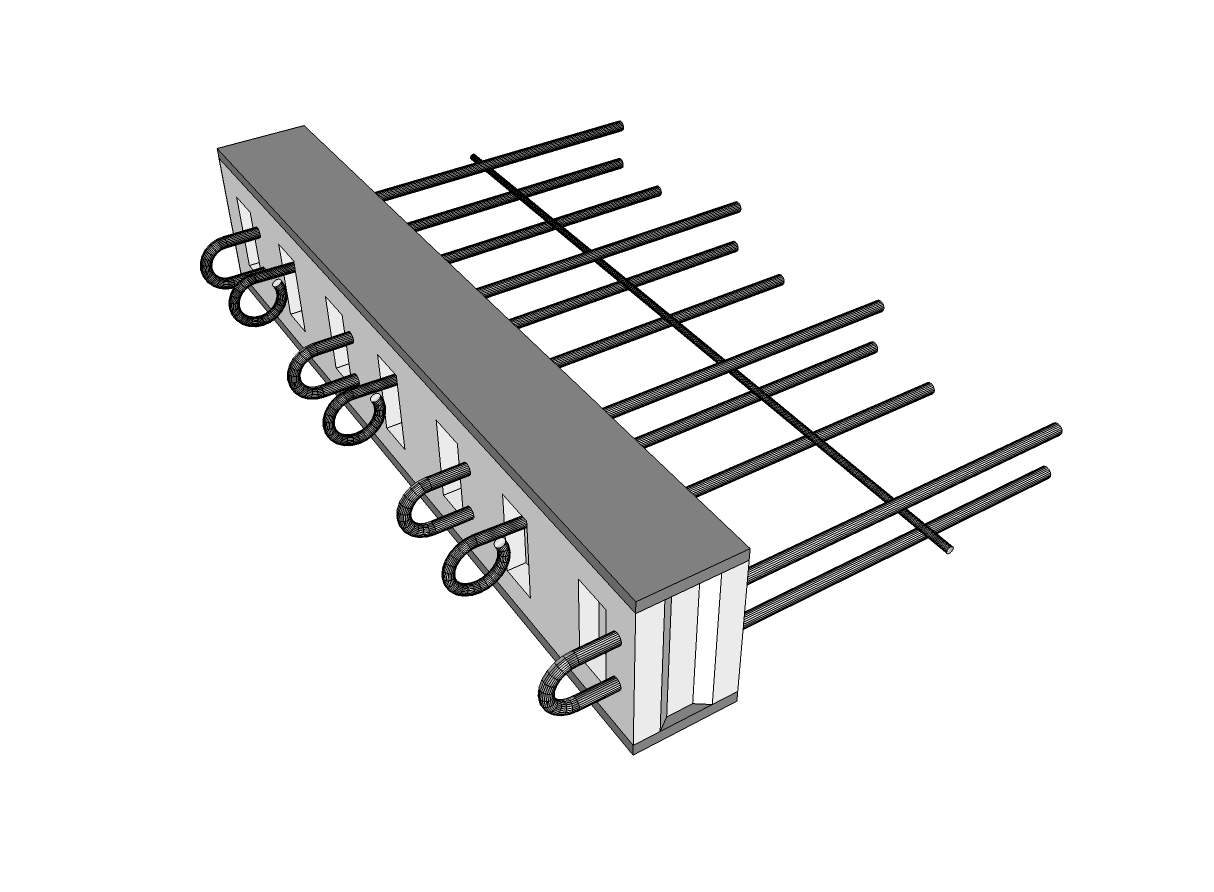
Rupteur à barres.

### Rupteurs thermiques en isolation par l’extérieur

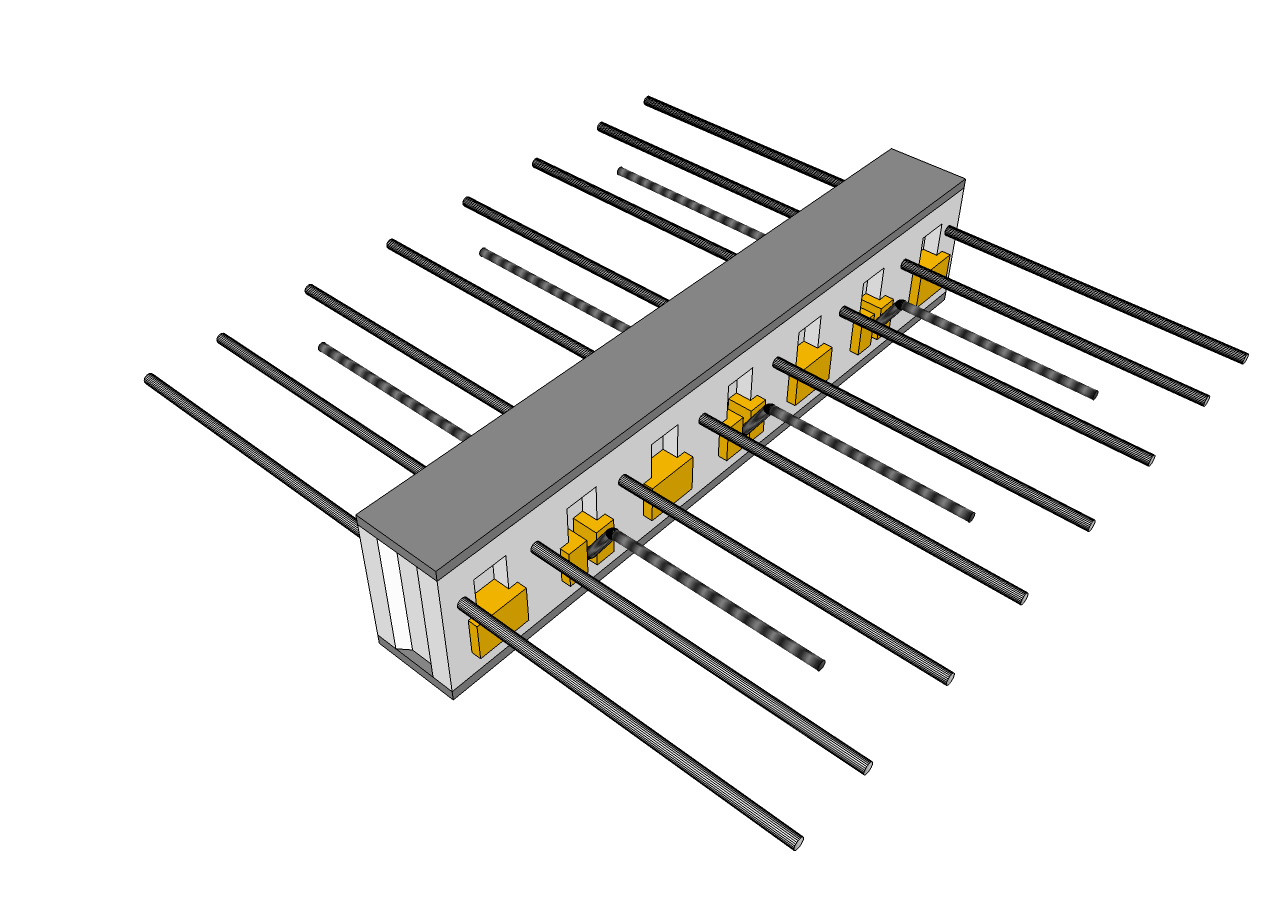
Rupteur thermique en isolation par l'extérieur.

L’isolation thermique par l’extérieur (ITE) consiste à envelopper le bâtiment d’un manteau isolant, où il ne reste alors comme ponts thermiques que les parties saillantes du bâtiment (balcons, acrotères, auvents, casquettes et bandeaux décoratifs). Le traitement de ces parties est crucial, car elles constituent les dernières sources de déperditions d’un système par ailleurs très performant. Là aussi, certains dispositifs disposent d'un avis technique : « Rutherma » de Schöck et « Isotec » de Plaka.

### Valeurs caractéristiques des Ψ suivant les procédés
Les valeurs moyennes du Coefficient de transfert thermique {\displaystyle {\psi }} à prendre en compte par les bureaux d'études thermiques sont de l'ordre de 0,28 W/(m.K) en plancher courant et de 0,35 W/(m.K) en balcon[réf. nécessaire].
| Procédé | Type de rupteur        | Valeur de {\displaystyle {\psi }} (W/(mK)) |
| --- | ---------------------- | ------------------------------------------ |
| Schöck(1) | Rupteur structurel ITI | 0,15 à 0,28                                |
| Schöck(1) | Rupteur de balcon ITI  | 0,26 à 0,33                                |
| Schöck(1) | Rupteur de balcon ITE  | 0,17 à 0,40                                |
| Plaka(2) | Rupteur structurel ITI | 0,17 à 0,22                                |
| Plaka(2) | Rupteur de balcon ITI  | 0,28 à 0,43                                |
| Plaka(2) | Rupteur de balcon ITE  | 0,28 à 0,43                                |
| Slabe(3) | Rupteur structurel ITI | 0,22 à 0,33                                |
| Slabe(3) | Rupteur de balcon ITI  | 0,28 à 0,33                                |
| Slabe(3) | Rupteur de refend ITI  | 0,10 à 0,12                                |
| (1) Valeurs des Ψ en ITI pour un plancher dalle en béton armé de 20 cm d'épaisseur, en ITE épaisseur de dalle balcon : 18 cm et épaisseur du voile : 18 cm (2) Valeurs des Ψ pour un plancher dalle en béton armé de 18 à 25 cm d'épaisseur, isolé par l'intérieur. Pas de données disponibles dans l'avis technique pour le cas d'une isolation par l'extérieur. (3) Valeurs des Ψ pour un plancher dalle en béton armé de 20 à 25 cm d'épaisseur et doublage intérieur variant de 10 à 16 cm d'épaisseur. Conductivité thermique de l'isolant : 0,024 à 0,038 W/(m.K) |                        |                                            |

### Le cas du béton isolant
Dans le cas de solution par béton isolant, les bétons légers présentent des caractéristiques plus performantes en thermique qu'un béton courant. Mais la définition du Ψ (critère d'efficacité thermique) doit tenir compte de tous les éléments constituants la liaison (béton et armatures). Puisque les armatures de béton armé sont définies par le bureau d'étude structure en fonction des efforts sollicitants, jamais le Ψ du béton isolant n'est connu réellement, et finalement la performance thermique annoncée peut être annulée par les déperditions dues aux armatures[réf. nécessaire].